# پائولینیو مک‌لارن
پائولینیو مک‌لارن (به پرتغالی: Paulo César Vieira Rosa) مهاجم اهل برزیل است که در شهر Igaraçu do Tietê و در تاریخ ۲۸ سپتامبر ۱۹۶۳ به دنیا آمده‌است.
پائولینیو مک‌لارن در تیم‌های فوتبال Bandeirante Esporte Clube، Serra Negra، Sãocarlense، Comercial، Barretos، Votuporanguense، Atlético Paranaense، Figueirense، سانتوس، پورتو، باشگاه ورزشی اینترناسیونال، Portuguesa Desportos، کروزیرو، Bellmare Hiratsuka، Portuguesa Desportos، Fluminense، اتلتیکو مینیرو، Miami Fusion، سانتاکروز سابقهٔ حضور دارد.